# Canthon subcyaneaus
Canthon subcyaneaus là một loài bọ cánh cứng trong họ Bọ hung (Scarabaeidae).